# Биркенхёрдт
Биркенхёрдт (нем. Birkenhördt) — община в Германии, в земле Рейнланд-Пфальц. 
Входит в состав района Южный Вайнштрассе. Подчиняется управлению Бад Бергцаберн.  Население составляет 705 человек (на 31 декабря 2010 года). Занимает площадь 8,58 км².